# غازانيا بحرية
غازانيا بحرية (الاسم العلمي: Gazania maritima) هي نوع نباتي يتبع جنس الغازانيا من الفصيلة النجمية.  